# Lafee
Christina Klein er bedre kendt som  Lafee, og hun er en tysk Rock/Pop sangerinde. Lafee har solgt mere end 450.000 Albums på verdensplan. Hun er mest kendt i Tyskland og Østrig, men hun er også populær i andre europæiske lande, samt en del andre lande.

## Barndom
Hun blev født den 1 december, 1990 I Stolberg (Rhineland), Tyskland. Hun er Bernhard og  Keriakoulla (Koulla) Kleins yngste barn. Hendes mor (Keriakoulla) er græker. Lafee og hendes storebror, Andreas, er vokset op i Stolberg, hvor deres forældre drev en græskrestaurant.
Lafee blev opdaget da hun var 13 år gammel, af musik producer Bob Arnz, da hun sang Handy, ”Handy” (tysk for mobiltelefon) ved en børnesangkonkurrence i fjernsynet.

## Awards/Priser
- 2007
  - Echo award for Best Singer Female (Bedste kvindelig sanger)
  - Echo award for Best Newcomer Female (Bedste kvindelig nykommer)
  - Bravo Silver-Otto for Best Pop Singer Female (Bedste kvindelig pop sanger)
  - Goldene Stimmgabel
  - Kids' Choice Award for Favourite Singer (Favorit Sanger)
  - Jetix Kids' Award for Hottest Singer (Hotteste Sanger)